# Martin Brecelj
Martin Brecelj, časnikar, prosvetni in kulturni delavec, * 5. junij 1953, Buenos Aires, Argentina.

## Življenje in delo
Martin Brecelj se je rodil v Buenos Airesu v družini gradbenika Ivana Breclja, mati je bila Jožica Legiša, gospodinja. Osnovno šolo je obiskoval v rojstnem kraju v predmestju Buenos Airesa, v kraju Almirante Brown (Adrogué), leta 1963 so se preselili v Devin (materni rojstni kraj), tako je slovensko srednjo šolo zaključil v Nabrežini, nato Klasično gimnazijo najprej v Gorici in nato v Trstu. Maturiral je leta 1972 na klasičnem liceju France Prešeren v Trstu. Na Univerzi v Trstu se je vpisal na študij filozofije in se posebej ukvarjal s filozofijo znanosti, kasneje pa s filozofijo Dušana Pirjevca, o kateri je tudi napisal diplomsko nalogo, ki so jo leta 2000 izdali v knjižni obliki pri založbi Mladika . Učil je na slovenskih srednjih šolah v Trstu, nekaj časa pa je služboval v Milanu. Kot publicist je začel sodelovati v tržaškem periodičnem tisku, pri Novem listu, nato pri Mladiki in pri Primorskem dnevniku. Od leta 1984 je poklicni časnikar, najprej pri listu Gospodarstvo, nato pa pri Primorskem dnevniku. V javnem življenju je začel delovati že kot dijak. V letih 1969−1972 je bil predsednik Slovenskega kulturnega kluba v Trstu. Od leta 1970 je aktiven v stranski Slovenska skupnost (SSk), bil je član pokrajinskega sveta stranke, od leta 1977 pa tudi njenega pokrajinskega izvršnega odbora. Leta 1985 je bil prvič izvoljen v devinsko-nabrežinski občinski svet in postal vodja skupine Slovenske skupnosti v občinskem svetu. Leta 1991 je bil na listi SSk ponovno izvoljen v občinski svet, najprej je bil vodja strankine skupine odbornikov, nato pa od leta 1991 podžupan Občine Devin - Nabrežina.
Martin Brecelj je izredno ploden publicist, saj objavlja članke in eseje o slovenski manjšini in splošno o slovenski problematiki, sodeloval je tudi pri PSBL (Primorskem slovenskem biografskem leksikonu).
Leta 2016 je prejel častno priznanje Boruta Meška, ki ga podeljuje Združenje novinarjev in publicistov (ZNP) iz Slovenije.
Leta 2016 je izdal odmevno knjigo Anatomija političnega zločina o trojnem umoru v Rossettijevi ulici v Trstu leta 1943, v katerem so bili ubiti Stanko Vuk, njegova žena Danica Tomažič in družinski prijatelj Drago Zajc. Leta 2024 je izdal razširjeno raziskavo o teh umorih v italijanščini.
Leta 2023 je od Sergija Pahorja prevzel predsedovanje Društva slovenskih izobražencev v Trstu.